# 슈퍼플랫
슈퍼플랫(Superflat)은 미술가 무라카미 다카시가 주도한, 일본 만화와 아니메의 영향을 받은 포스트모더니즘 미술사조이다. 웨스트할리우드, 미니애폴리스, 시애틀을 순회한, 무라카미의 2001년 전시의 이름이기도 하다.

## 특징
"슈퍼플랫"은 무라카미 다카시가 일본의 시각 예술, 애니메이션, 대중 문화 및 순수 예술의 평평한 모습, 그리고 "일본 소비 문화의 얄팍한 공허함"을 표현하기 위해 사용한 단어이다. 슈퍼플랫은 "소플로 슈퍼플랫(SoFlo Superflat)"이라는 분파를 만든 미국 미술가들에 의해 수용되었다.
"슈퍼플랫" 미술가들에는 아오시마 치호(青島千穂), 쿠니타카 마호미, 미치마 사유리, 나라 요시토모, 타카노 아야(タカノ綾), 그리고 무라카미 다카시가 있다. 또한, 특히 모리모토 코지(森本晃司)와, 에이리언9과 밀크 클로짓(ミルククローゼット)의 작가 토미자와 히토시 등 몇몇 아니메 애니메이터들과 만화가들의 작품들도 슈퍼플랫 전시회에서 전시되었다.
무라카미는 슈퍼플랫을 넓은 범의에서 정의하기 때문에, 주제는 매우 다양하다. 몇몇 작품들은 전후 일본 문화에 만연한 소비주의와 성적 페티시즘에 대해 탐구한다. 이것은 마치노 헨마루(町野変丸)의 작품 등에 의해 패러디된 로리콘을 포함한다. 이러한 작품들은 그로테스크하거나 왜곡된 이미지를 통한 오타쿠적 성에 대한 탐구이다. 다른 작품들은 성장에 대한 공포를 다루고 있다. 예를 들어, 나라 요시토모의 작품은 종종 일본 전통 우키요에에 그려진 어린이의 낙서를 다룬다. 몇몇 작품들은 또한 오타쿠와 전후 일본 문화 전반을 포괄하는 사회 구조와 잠재적 욕망에 집중한다. 무라카미는 안노 히데아키 같은 감독들의 영향을 받았다.
오타쿠를 불온하게 보는 것은 무라카미 다카시가 주도하는 카이카이키키 내 미술가들의 특징이 아니다; 극초기의 슈퍼플랫 전시에 참여한 가장 주요한 미술가들 중 하나인 BOME는, 유명한 오타쿠 피규어 조각가이며, 실존하는 미소녀 아니메의 등장 인물들을 기반으로 한 그의 작품들은 카이카이키키 갤러리에서의 개인전을 포함한 여러 미술관들에서 전시되었다. 미술가 Mr.는 자칭 로리콘이며 자신의 작품들을 문화적 비판이 아니라 그 자신의 개인적 환상으로 본다.

## 참고 문헌
- Murakami, Takashi, 편집. (2003). 《Little Boy: The Arts of Japan’s Exploding Subculture》. New York: Japan Society. ISBN 0-913304-57-3.
- Murakami, Takashi, 편집. (2001). 《Superflat》. Last Gasp. ISBN 4-944079-20-6.
- Michael Darling (2001). “Plumbing the Depths of Superflatness”. 《Art Journal》 (College Art Association) 60 (3, Autumn): 76–89. doi:10.2307/778139. JSTOR 778139.
- Store A, 편집. (1999). 《Takashi Murakami: the meaning of the nonsense of the meaning》. New York, NY: Center for Curatorial Studies Museum, Bard College, in association with Harry N. Abrams, Inc., Publishers. ISBN 0-8109-6702-2.